# Taj Gibson
Pour l’article homonyme, voir Gibson.
Taj Jami Gibson, né le 24 juin 1985 à Brooklyn, est un joueur américain de basket-ball. Il joue au poste de pivot voire d'ailier fort.

## Biographie
Au lycée, Taj Gibson joue avec l'équipe du High School of Telecommunication Arts and Technology de Brooklyn, puis  part jouer deux ans à la Stoneridge Preparatory School de la vallée de San Fernando.
Après deux saisons universitaires avec les Trojans de l'université de Californie du Sud durant laquelle il est plusieurs fois reconnu comme un des meilleurs joueurs du championnat, il se déclare éligible pour la draft 2009 de la NBA et le 25 juin 2009, il est choisi par les Bulls de Chicago en vingt-sixième choix.
Dès le début de sa première saison NBA, Taj Gibson montre de bonnes choses, ce qui lui permet d'être sélectionné pour le Rookie Challenge. Lors de la deuxième partie de saison, il profite du temps de jeu supérieur qui lui est confié après la blessure de Joakim Noah. Il impressionne par son énergie et ses qualités défensives ainsi que par son bon tir à mi-distance. De ce fait, il gagne une place dans le 5 majeur de la franchise pour la fin de la saison régulière ainsi que pour les playoffs.
Le 1er juillet 2019, il signe un contrat de 2 ans chez les Knicks de New York pour la somme de 20 millions de dollars, il est coupé en novembre 2020 par la franchise new-yorkaise. Le 8 janvier 2021, il s'engage à nouveau avec les Knicks.
Le 19 juillet 2022, il signe avec les Wizards de Washington. Il est coupé en octobre 2023.
En décembre 2023, il est de retour aux Knicks de New York pour pallier l'absence sur blessure de Mitchell Robinson et y signe jusqu'à la fin de saison,. Il est coupé en janvier 2024 puis signé à nouveau à la fin du même mois, cette fois-ci via un contrat de 10 jours.
Le 6 mars 2024, il s'engage pour 10 jours du côté des Pistons de Détroit. Le 16 mars, il signe avec les Pistons jusqu'à la fin de saison.

## Palmarès
- Champion de la Division Centrale en 2011 et 2012 avec les Bulls de Chicago.

## Statistiques

### Universitaires
| Saison    | Équipe   | Matchs | Titul. | Min./m | % Tir | % 3pts | % LF | Rbds/m. | Pass/m. | Int/m. | Ctr/m. | Pts/m. |
| --------- | -------- | ------ | ------ | ------ | ----- | ------ | ---- | ------- | ------- | ------ | ------ | ------ |
| 2006-2007 | USC      | 37     | 37     | 32,4   | 55,8  | 0,0    | 62,3 | 8,70    | 1,50    | 0,50   | 1,90   | 12,20  |
| 2007-2008 | USC      | 33     | 32     | 32,1   | 58,0  | 0,0    | 59,4 | 7,80    | 1,30    | 0,70   | 2,50   | 10,80  |
| 2008-2009 | USC      | 35     | 35     | 33,7   | 60,1  | 0,0    | 65,9 | 9,00    | 1,30    | 1,00   | 2,90   | 14,30  |
| Carrière  | Carrière | 105    | 104    | 32,7   | 58,0  | 0,0    | 62,9 | 8,50    | 1,40    | 0,70   | 2,40   | 12,40  |

### Professionnelles

#### Saison régulière
| Saison    | Équipe        | Matchs | Titul. | Min./m | % Tir | % 3pts | % LF | Rbds/m. | Pass/m. | Int/m. | Ctr/m. | Pts/m. |
| --------- | ------------- | ------ | ------ | ------ | ----- | ------ | ---- | ------- | ------- | ------ | ------ | ------ |
| 2009-2010 | Chicago       | 82     | 70     | 26,9   | 49,4  | 0,0    | 64,6 | 7,50    | 0,90    | 0,60   | 1,30   | 9,00   |
| 2010-2011 | Chicago       | 80     | 19     | 21,8   | 46,6  | 12,5   | 67,6 | 5,70    | 0,70    | 0,70   | 1,30   | 7,10   |
| 2011-2012 | Chicago       | 63     | 0      | 20,4   | 49,5  | 0,0    | 62,2 | 5,30    | 0,70    | 0,40   | 1,30   | 7,70   |
| 2012-2013 | Chicago       | 65     | 5      | 22,4   | 48,5  | 0,0    | 67,9 | 5,30    | 0,90    | 0,40   | 1,40   | 8,00   |
| 2013-2014 | Chicago       | 82     | 8      | 28,7   | 47,9  | 0,0    | 75,1 | 6,80    | 1,10    | 0,50   | 1,40   | 13,00  |
| 2014-2015 | Chicago       | 62     | 17     | 27,3   | 50,2  | 0,0    | 71,7 | 6,40    | 1,10    | 0,60   | 1,20   | 10,30  |
| 2015-2016 | Chicago       | 73     | 55     | 26,5   | 52,6  | 0,0    | 69,2 | 6,90    | 1,50    | 0,60   | 1,10   | 8,60   |
| 2016-2017 | Chicago       | 56     | 55     | 27,2   | 52,3  | 16,7   | 71,4 | 6,90    | 1,10    | 0,50   | 0,90   | 11,60  |
| 2016-2017 | Oklahoma City | 23     | 16     | 21,2   | 49,7  | 100,0  | 71,8 | 4,50    | 0,60    | 0,60   | 0,70   | 9,00   |
| 2017-2018 | Minnesota     | 82     | 82     | 33,2   | 57,7  | 20,0   | 76,8 | 7,10    | 1,20    | 0,80   | 0,70   | 12,20  |
| 2018-2019 | Minnesota     | 70     | 57     | 24,1   | 56,6  | 32,4   | 75,7 | 6,50    | 1,20    | 0,80   | 0,60   | 10,80  |
| 2019-2020 | New York      | 62     | 56     | 16,5   | 58,4  | 28,6   | 73,2 | 4,30    | 0,80    | 0,40   | 0,50   | 6,10   |
| 2020-2021 | New York      | 45     | 3      | 20,8   | 62,7  | 20,0   | 72,7 | 5,60    | 0,80    | 0,70   | 1,10   | 5,40   |
| 2021-2022 | New York      | 52     | 4      | 24,5   | 51,8  | 39,5   | 80,8 | 4,40    | 0,60    | 0,40   | 0,80   | 4,40   |
| 2022-2023 | Washington    | 49     | 2      | 9,8    | 52,0  | 33,3   | 71,4 | 1,90    | 0,70    | 0,30   | 0,20   | 3,40   |
| Carrière  | Carrière      | 945    | 449    | 23,8   | 51,8  | 26,7   | 71,3 | 5,90    | 1,00    | 0,50   | 1,00   | 8,70   |

#### Playoffs
| Saison   | Équipe        | Matchs | Titul. | Min./m | % Tir | % 3pts | % LF  | Rbds/m. | Pass/m. | Int/m. | Ctr/m. | Pts/m. |
| -------- | ------------- | ------ | ------ | ------ | ----- | ------ | ----- | ------- | ------- | ------ | ------ | ------ |
| 2010     | Chicago       | 5      | 5      | 29,0   | 42,1  | 0,0    | 54,5  | 7,00    | 0,60    | 0,20   | 0,60   | 7,60   |
| 2011     | Chicago       | 16     | 0      | 17,8   | 56,6  | 0,0    | 60,0  | 4,10    | 0,60    | 0,30   | 1,40   | 5,90   |
| 2012     | Chicago       | 6      | 0      | 22,8   | 45,7  | 0,0    | 68,2  | 6,50    | 0,70    | 0,70   | 1,70   | 9,50   |
| 2013     | Chicago       | 12     | 0      | 17,2   | 47,0  | 0,0    | 72,7  | 3,00    | 0,30    | 0,30   | 0,50   | 6,50   |
| 2014     | Chicago       | 5      | 0      | 30,8   | 56,1  | 0,0    | 75,0  | 6,20    | 0,40    | 0,40   | 2,40   | 18,20  |
| 2015     | Chicago       | 12     | 2      | 23,0   | 47,2  | 0,0    | 70,0  | 5,50    | 1,00    | 0,30   | 1,00   | 7,40   |
| 2017     | Oklahoma City | 5      | 5      | 23,6   | 60,0  | 0,0    | 87,5  | 3,60    | 0,60    | 0,20   | 0,00   | 9,80   |
| 2018     | Minnesota     | 5      | 5      | 24,6   | 63,6  | 0,0    | 100,0 | 4,00    | 0,40    | 0,20   | 0,40   | 6,20   |
| 2021     | New York      | 5      | 3      | 27,6   | 60,0  | 0,0    | 100,0 | 7,00    | 0,80    | 1,60   | 1,00   | 5,00   |
| Carrière | Carrière      | 71     | 20     | 22,3   | 51,9  | 0,0    | 70,9  | 4,90    | 0,60    | 0,40   | 1,00   | 7,80   |

## Records sur une rencontre en NBA
Les records personnels de Taj Gibson en NBA sont les suivants, :
| Type de statistique        | Saison régulière | Saison régulière           | Saison régulière | Playoffs | Playoffs                | Playoffs      |
| Type de statistique        | Record           | Adversaire                 | Date             | Record   | Adversaire              | Date          |
| -------------------------- | ---------------- | -------------------------- | ---------------- | -------- | ----------------------- | ------------- |
| Points                     | 28               | Lakers de Los Angeles      | 15 février 2018  | 32       | @ Wizards de Washington | 27 avril 2014 |
| Paniers marqués            | 12               | Hawks d'Atlanta            | 11 février 2014  | 13       | @ Wizards de Washington | 27 avril 2014 |
| Paniers tentés             | 23               | @ Warriors de Golden State | 6 février 2014   | 17       | Wizards de Washington   | 22 avril 2014 |
| Paniers à 3 points réussis | 3                | @ Lakers de Los Angeles    | 7 novembre 2018  | -        | -                       | -             |
| Paniers à 3 points tentés  | 5                | @ Lakers de Los Angeles    | 7 novembre 2018  | 1        | 3 fois                  | 3 fois        |
| Lancers francs réussis     | 8                | 8 fois                     | 8 fois           | 8        | Wizards de Washington   | 22 avril 2014 |
| Lancers francs tentés      | 10               | 5 fois                     | 5 fois           | 10       | Wizards de Washington   | 22 avril 2014 |
| Rebonds offensifs          | 11               | @ Knicks de New York       | 17 février 2010  | 9        | Wizards de Washington   | 22 avril 2014 |
| Rebonds défensifs          | 13               | 2 fois                     | 2 fois           | 10       | @ 76ers de Philadelphie | 6 mai 2012    |
| Rebonds totaux             | 19               | @ Hawks d'Atlanta          | 2 février 2013   | 12       | @ 76ers de Philadelphie | 6 mai 2012    |
| Passes décisives           | 7                | Wizards de Washington      | 24 février 2016  | 3        | @ Bucks de Milwaukee    | 30 avril 2015 |
| Interceptions              | 4                | 5 fois                     | 5 fois           | 3        | 76ers de Philadelphie   | 28 avril 2012 |
| Contres                    | 6                | 4 fois                     | 4 fois           | 4        | 3 fois                  | 3 fois        |
| Balles perdues             | 6                | 4 fois                     | 4 fois           | 5        | Rockets de Houston      | 21 avril 2017 |
| Minutes jouées             | 48               | @ Nets de Brooklyn         | 1er février 2013 | 36       | Wizards de Washington   | 22 avril 2014 |

- Double-double : 109 (dont 3 en playoffs)
- Triple-double : 0

Dernière mise à jour : 12 février 2025

## Pour approfondir